# Draconyx loureiroi
Draconyx ("drakklo") är ett släkte av dinosaurier från yngre jura. Den var en camptosaurid som levde i det som idag är Portugal. Den beskrevs av Mateus och Antunes år 2001. Typarten, som enbart är känd från fragmentariska rester, är Draconyx loureiroi. 